# Galeodes granti
Espèce
Galeodes granti est une espèce de solifuges de la famille des Galeodidae.

## Distribution
Cette espèce se rencontre au Yémen, en Éthiopie, au Soudan, en Égypte, en Israël et en Syrie.

## Description
Le mâle mesure 44 mm et la femelle 44 mm.

## Étymologie
Cette espèce est nommée en l'honneur de William Robert Ogilvie-Grant.

## Publication originale
- Pocock, 1903 : Some Arachnida collected by Mr. G.W. Bury in Yemen. Annals and Magazine of Natural History, sér. 7, vol. 11, p. 214–220 (texte intégral).